# 遠い太鼓
『遠い太鼓』（とおいたいこ）は、村上春樹の旅行記。

## 概要
1990年6月19日、講談社より刊行された。装丁は平野甲賀。写真は村上の妻の陽子。村上は自ら挿絵を数点描いている。1993年4月5日、講談社文庫として文庫化された。2015年11月27日、講談社より電子書籍版が配信開始。
タイトルはトルコの古謡から取られた。本書の発売の少し前に美術評論家の酒井忠康が『遠い太鼓 日本近代美術私考』（小沢書店、1990年3月）という書籍を著していたが、著者の了解を得て同じタイトルを使わせてもらったことがあとがきで触れられている。エピグラフとして「トルコの古い唄」の詩が数行掲載されている。
本書が書かれた間に、村上は『ノルウェイの森』（1986年秋ギリシア - 1987年春ローマ）と『ダンス・ダンス・ダンス』（1987年12月17日ローマ - 1988年春ロンドン）の2つの長編小説を執筆した。「このふたつの小説には宿命的に異国の影がしみついている」と村上は述べている。また、短編集『TVピープル』を書き上げ、ポール・セローの『ワールズ・エンド』、C・D・B・ブライアンの『偉大なるデスリフ』、スコット・フィッツジェラルドの『リッチボーイ』などの翻訳作品も手掛けた。

## 内容
- 1986年の秋から1989年の秋までの3年間、主にイタリア・ギリシアなどヨーロッパに滞在した日々が綴られている。

- 本書の中で、自身を「自分を維持しつづけるために文章を書き続ける常駐的旅行者であった」と表している。純粋な旅行記というより、個人的楽しみを目的として書いたもの、独白調のものなど、気のおもむくままに書いた日記のようなスタイルになっている（これらの文章を「スケッチの集積」と表現している）。

- ヨーロッパに渡った直後の1986年10月6日に書かれたエッセイに、以下の記述がある。「僕の頭の中では、まだ電話のベルが鳴り響いている。（中略）彼らは僕にいろんなことを要求する。ワープロだかなんだかの広告に出ろと言う。どこかの女子大で講演をしろと言う。雑誌のグラビアのために自慢料理を作れという。誰それという相手と対談をしろと言う。（中略）来月の二十日までに『都会小説』を三十枚書いてくれと言う（ところで『都会小説』っていったいなんだ？）」[8]。村上はここにおいて間接的に日本を離れた理由を述べているが、これを戯画化して描いたのが短編小説『中断されたスチーム・アイロンの把手』（1986年7月）である。